# روبرت جاي برينان
روبرت جاي برينان (بالإنجليزية: Robert J. Brennan)‏ هو رياضياتي وعالم حاسوب أمريكي، ولد في 7 يونيو 1962 في ذا برونكس في الولايات المتحدة.